# Hubert III. Culemborški
Hubert III. Culemborški ali Hubert (V.) Beusihemski (13?? - 22. avgust 1422) je bil gospod Culemborški, Leški, upravitelj Zaltbommela, Bommelerja- in Tielerwaarda, Beesda, Rhenoya in Heerewaardena ter tudi deželni sodnik in oskrbnik v deželi Leedeški in Schoonrewoerda ter kastelan Leerdama. V letih 1416–17 je bil kratek čas stadtholder Holandije in Zelandije.

## Življenje
Bil je sin Gerharda I. Culemborškega in Berte Egmontske. Leta 1394 je nasledil svojega očeta kot gospod Culemborški. Leta 1398 je moral s približno 100 vojaki pomagati holandskemu grofu Albertu Bavarskemu v vojni proti Frizijcem. Leta 1399 so mu bili dodeljeni različni položaji upravitelja, med drugim Zaltbommela in Tielerwaarda, kar bi lahko bilo napredovanje zaradi njegovih zaslug v frizijski vojni. Od maja 1409 je bil naklonjen holandskemu grofu Viljemu VI. od leta 1418 pa tudi njegovi hčerki Jakobi Bavarski. Verjetno zaradi njegovih zaslug med obleganjem Gorinchema, je bil imenovan za kastelana Leerdama ter blagajnika in kanclerja Holandije.
Hubert III. se je poročil z Jolando Zujlensko Abcoudsko (??-1443), hčerko Svederja III. Zujlenskega Abcoudskega. V zakonu nista imela otrok. Zato ga je leta 1422 nasledil njegov brat Janez III. Culemborški.